# エイチームホールディングス
株式会社エイチームホールディングス（英: Ateam Holdings Co., Ltd.）は、愛知県名古屋市中村区に本社を置く主にスマートフォン向けコンテンツおよびインターネット向け比較サイト・サービスの開発・運営を行う大手総合IT企業である。
東京証券取引所プライム市場上場企業。
JPX日経中小型株指数の構成銘柄の一つ。

## 概要
株式会社エイチームは2000年（平成12年）に有限会社として設立され、「ユニゾンリーグ」「ヴァルキリーコネクト」などのスマートフォン向けゲームアプリを提供するエンターテインメント事業（2021年（令和3年）にエイチームエンターテインメントとして分社化）や、引越しの比較・予約サイト「引越し侍」、車査定・車買取サイト「ナビクル」、結婚式場情報サイト「ハナユメ」などを運営するライフスタイルサポート事業（2013年（平成25年）移行分社化。2022年（令和4年）現在エイチームライフデザイン、エイチームウェルネス）、自転車専門通販サイト「cyma-サイマ-」を運営するEC事業（2021年（令和3年）にエイチームコマーステックとして分社化）の3事業を展開した。すべての事業部を分社化したことに伴い、2021年（令和3年）8月よりエイチーム本体は持株会社に移行した。
社名のエイチームは、創業者の林高生が中学時代に憧れた『特攻野郎Aチーム』から来ている。一人のスーパースターではなく、力を合わせることを大切にする会社という意味が込められている。
現在の社章は2006年（平成18年）に制定され、アルファベットのAが繋がって輪になり、それが王冠のように見える作りになっている。それ以前はエイタロウというロゴマークが存在した。

## 沿革
- 1997年6月 - 岐阜県土岐市にて、林高生の個人事業として、ソフトウエアの受託開発を開始。
- 2000年2月 - 有限会社エイチームを岐阜県多治見市に設立。
- 2000年8月 - 携帯電話向けコンテンツの受託開発を開始。
- 2000年11月 - 本社を愛知県名古屋市に移転。
- 2003年3月 - 携帯電話向け公式サイトの運営を開始。
- 2004年11月 - 株式会社エイチームに組織変更。
- 2006年6月 - 現在のライフサポート事業の初サービスとなる「引越し価格ガイド」サービスを開始。
- 2006年 9月 - 携帯電話向けとして国内初の多人数参加型リアルタイムオンラインRPG 「エターナルゾーン」 をリリース。
- 2007年2月 - 本社を名古屋ルーセントタワーに移転。
- 2007年9月 - 中古車買取価格の一括査定サイト「かんたん車査定ガイド」サービスを開始。
- 2008年9月 - プライバシーマークの認証を取得。
- 2008年10月 - 結婚式場の検索・予約・情報サイト「すぐ婚navi」サービスを開始。
- 2008年10月 - スマートフォンアプリの配信を開始。
- 2009年8月 - ソーシャルゲームの配信を開始。
- 2010年7月 - 女性向け体調管理・悩み相談サイト「ラルーン」サービスを開始。
- 2011年8月 - グリー株式会社と業務提携。
- 2012年4月 - 東証マザーズに上場。
- 2012年9月 - 開発拠点として大阪府大阪市北区の梅田阪急ビルに「大阪スタジオ（現在の大阪オフィス）」をオープン。
- 2012年11月 - 東証一部に市場変更。
- 2013年2月 - ブライダル事業を分離し、100%子会社の株式会社A.T.brides（現在のエイチームブライズ）を設立[4]。
- 2013年8月 - 引越し比較事業、テレマーケティング事業、車査定・車買取サイト事業を分離し、100%子会社の株式会社引越し侍（現在のエイチームライフデザイン）、株式会社A.T.サポート（現在のエイチームコネクト）、株式会社エイチームライフスタイル（現在のエイチームウェルネス）を設立[5]。
- 2014年1月23日 - NHNエンターテインメントとの合弁会社である株式会社Ateam NHN Entertainmentを設立[6]。
- 2015年9月 - NHNエンターテインメントとの資本提携を解消。
- 2015年9月 - 株式会社Ateam NHN Entertainmentを解散。
- 2015年9月 - 東京都港区に「東京スタジオ（現在の東京オフィス）」をオープン。
- 2015年12月 - 本社を大名古屋ビルヂングに移転。
- 2016年12月 - 子会社としてAteam Vietnam Co., Ltd.を設立。
- 2017年5月 - 大阪オフィス拡張移転。
- 2017年12月 - Qiitaを運営するIncrements株式会社（現在のQiita）買収[7]。
- 2018年2月 - 福岡県福岡市博多区に「福岡オフィス」をオープン。
- 2019年2月 - 大阪府大阪市北区に金融メディア事業を担う株式会社エイチームフィナジーを設立（株式会社エイチームライフスタイルより独立事業会社化）。
- 2020年12月 - CAREER PICKSを運営する株式会社リンクスを子会社化[8]。
- 2021年4月 - エンターテインメント事業を株式会社エイチームエンターテインメント。EC事業を株式会社エイチームコマーステックに分割。
- 2021年8月 - 持株会社制に移行。
- 2022年2月 - 連結子会社の再編に伴い、株式会社エイチーム引越し侍を株式会社エイチームライフデザイン、株式会社エイチームライフスタイルを株式会社エイチームウェルネスに社名変更。
- 2022年11月 - 金融領域などのライフスタイルに役立つ情報を発信するエイチームライフデザイン運営のWebサービス「ナビナビ」を「イーデス」にブランドリニューアル[9]
- 2022年12月 - エイチームライフデザイン運営の「イーデス」にて、専門家相談プラットフォーム『イーデス 専門家相談Q&A』を提供開始。[10]
- 2024年6月 - ヘッドレスCMSプラットフォーム「microCMS」を運営する株式会社microCMSの全株式を取得し子会社化[11]。
- 2024年11月 - ポイントアプリ「Bit Start」を運営する株式会社Paddleの発行済株式のうち、67%を取得し子会社化。なお、残りの33%も2027年11月に取得し、完全子会社化を目指すとしている[12]。
- 2024年12月 - 株式会社Eストアー
子会社でECコンサルティングなどを手掛ける株式会社WCAの全株式を取得し子会社化[13]。
- 2025年3月 - 経済ニュースメディア「Strainer」を運営する株式会社ストレイナーの全株式を取得し子会社化[14]。
- 2025年4月4日 - 同日付で「株式会社エイチームホールディングス」へ商号変更[15]。

## 主なサービス
- エンターテインメント事業
  - モバイルゲーム
  - その他モバイルコンテンツ
- ライフスタイルサポート事業
- EC事業

## 提供番組
- ATEAM ZIP HOT 100（2014年10月5日 - 2024年4月ZIP-FM） - 筆頭スポンサー
- This is IT!（2015年6月7日 - 2016年3月、中京テレビ） - 一社提供[16]
- ITパンプ（2016年4月3日 - 、中京テレビ）- 一社提供